# Cypa duponti
Cypa duponti är en fjärilsart som beskrevs av Walter Karl Johann Roepke 1941. Cypa duponti ingår i släktet Cypa och familjen svärmare. Inga underarter finns listade i Catalogue of Life.